# كوري كار
كوري كار (بالعبرية: קורי קאר‏) (بالإنجليزية: Cory Carr)‏ مواليد 5 ديسمبر 1975 في فورديس، هو لاعب كرة سلة أمريكي معتزل. بدأ مسيرته الاحترافية في سنة 1999. تم اختياره من قبل فريق أتلانتا هوكس خلال الدرافت. يبلغ طوله 6 قدم 4 بوصة (1.9 م).

## روابط خارجية
- كوري كار على موقع الاتحاد الدولي لكرة السلة (الإنجليزية)
- كوري كار على موقع إن بي أي (الإنجليزية)
- كوري كار على موقع سبورتس رفرنس (الإنجليزية)
- كوري كار على موقع كرة السلة الأوروبية.كوم (الإنجليزية)
- كوري كار على موقع كلية كرة السلة في سبورتس رفرنس.كوم (الإنجليزية)
- كوري كار على موقع ريلجم (الإنجليزية)
- كوري كار على موقع بروبوليرز (الإنجليزية)
- كوري كار على موقع سبورتس رفرنس (الإنجليزية)